# سباق القوارب الجماعية
الحدث المعروف عموماً باسم سباق القوارب هو سباق التجديف في إنجلترا بين نادي أكسفورد للتجذيف ونده في جامعة كامبردج، ويجري التنافس كل ربيع على نهر التايمز في لندن. يجري عموماً في يوم السبت الأخير من آذار / مارس أو في السبت الأول من أبريل.

## تاريخ السباق للرجال

### الأصل
بدأ هذا التقليد في عام 1829 على يد تشارلز ميريفال، وهو طالب في كلية سانت جون بكامبريدج، وصديقه في مدرسة هارروف القديمة تشارلز ووردزورث الذي كان يدرس في كنيسة المسيح بأكسفورد. وجامعة كامبريدج تحدى جامعة أكسفورد إلى سباق في هنلي أون تيمز لكنه خسر بسهولة. تسابق أكسفورد باللون الأزرق الداكن لأن خمسة من أفراد الطاقم، بما في ذلك السكتة الدماغية، كانوا من كنيسة المسيح، ثم رأس النهر، التي كانت ألوانها زرقاء داكنة.
كان السباق الثاني في عام 1836، حيث تم نقل المكان إلى مسار من وستمنستر إلى بوتني. على مدى العامين المقبلين، كان هناك خلاف حول مكان عقد السباق، مع تفضيل أكسفورد لهينلي وكامبريدج يفضل لندن. بعد التشكيل الرسمي لنادي القوارب بجامعة أكسفورد، استؤنف السباق بين الجامعتين في عام 1839 على Tideway واستمر التقليد حتى يومنا هذا، حيث يتحدى الخاسر الفائز في مباراة العودة سنويًا.
منذ عام 1856، يقام السباق كل عام، باستثناء الأعوام من 1915 إلى 1919 بسبب الحرب العالمية الأولى، من 1940 إلى 1945، بسبب الحرب العالمية الثانية، وفي عام 2020 بسبب وباء COVID-19.

### الإلغاء خلال الحروب العالمية
بسبب الحرب العالمية الأولى والثانية، لم ينعقد السباق في 1915-1919 و1940-1945. في 12 كانون الثاني (يناير) 1915، أعلنت الديلي تلغراف أن السباق السنوي قد أُلغي بسبب مغادرة الرجال للحرب، «لأن كل مجداف متاح، إما أعذب أو أزرق، قد انضم إلى الألوان».

### تمرد أكسفورد 1959
في عام 1959، حاول بعض أعضاء بلوز أوكسفورد الحاليين الإطاحة بالرئيس روني هوارد والمدرب جامبو إدواردز. ومع ذلك، فشلت محاولتهم عندما دعمت كامبريدج الرئيس. عاد ثلاثة من المعارضين وواصل أكسفورد الفوز بستة أطوال.

### تمرد أكسفورد 1987
بعد الهزيمة في سباق العام السابق، وهي الأولى لأكسفورد منذ 11 عامًا، كان الأمريكي كريس كلارك مصممًا على الانتقام: «في العام المقبل سنركل مؤخرتي... مؤخرة كامبريدج. حتى لو اضطررت للعودة إلى المنزل وإحضار الولايات المتحدة بأكملها فرقة معي». قام بتجنيد أربعة خريجين أمريكيين آخرين: ثلاثة مجدفين من الدرجة الدولية (دان ليونز وكريس هنتنغتون وكريس بيني) وكوكس (جوناثان فيش)، في محاولة لتجميع أسرع قارب طاقم السباق في تاريخ المسابقة.
الخلافات حول نظام تدريب دان توبولسكي، مدرب أكسفورد («أراد منا قضاء المزيد من الوقت في التدريب على الأرض أكثر من الماء!»، رثى ليون)، مما أدى إلى خروج الطاقم في مناسبة واحدة على الأقل، ونتج عن ذلك في المدرب يراجع نهجه. أدى اختبار اللياقة بين كلارك ورئيس النادي دونالد ماكدونالد (الذي انتصر فيه كلارك) إلى دعوة لإقالة ماكدونالدز. كان مصحوبًا بتهديد بأن الأمريكيين سيرفضون الخلاف إذا بقي ماكدونالد في الطاقم. كرئيس لنادي القوارب، كان ماكدونالد «يتمتع بسلطة مطلقة على الاختيار»، وعندما أعلن أن كلارك سوف يتجول على الميمنة، فإن جانبه الأضعف، كان ماكدونالد يتجول على جانب الميناء وكان توني وارد سيتم إسقاطه من الطاقم بالكامل، الأمريكي تمرد الوحدة. بعد مفاوضات ومناقشات كبيرة، تم إجراء الكثير منها في نظر الجمهور، تم إسقاط كلارك وبيني وهنتنغتون وليونز وفيش واستبدالهم بأعضاء طاقم الاحتياط في أكسفورد، إيزيس.

### إضراب عام 2012
في سباق عام 2012، بعد تجديف ما يقرب من ثلاثة أرباع المضمار، توقف السباق لأكثر من 30 دقيقة عندما دخل متظاهر وحيد، الأسترالي ترينتون أولدفيلد، المياه من تشيسويك إيوت وسبح عمدًا بين القوارب بالقرب من رصيف تشيسويك مع نية الاحتجاج على خفض الإنفاق، وما اعتبره تآكلًا للحريات المدنية وتنامي ثقافة النخبوية داخل المجتمع البريطاني. بمجرد أن رصده مساعد الحاكم السير ماثيو بينسينت، طُلب من القاربين التوقف لأسباب تتعلق بالسلامة. بمجرد إعادة التشغيل، اصطدمت القوارب وتحطمت مجداف طاقم أكسفورد هانو وينهاوزن. اعتبر جاريت أن الاشتباك كان خطأ أكسفورد وسمح للسباق بالاستمرار. أخذت كامبريدج زمام المبادرة بسرعة واستمرت في الفوز بالسباق. قدم طاقم أكسفورد استئنافًا نهائيًا إلى الحكم الذي سرعان ما تم رفضه؛ وتم تأكيد فوز كامبريدج في السباق الأول منذ عام 1849 بأن طاقمًا قد فاز بسباق القوارب دون تسجيل وقت فوز رسمي. بعد نهاية السباق، تلقى رجل القوس في أكسفورد، أليكس وودز، علاجًا طارئًا بعد انهياره في القارب من الإرهاق. وبسبب هذه الظروف، كانت احتفالات ما بعد السباق من قبل طاقم كامبريدج الفائز صامتة بشكل غير عادي وتم إلغاء حفل توزيع الجوائز المخطط له.

### الإلغاء عام 2020
مثل الأحداث الرياضية الكبرى الأخرى، تم إلغاء سباق القوارب لعام 2020 بسبب جائحة كوفيد.

### غرق
في سباق عام 1912، الذي كان يجري في طقس سيئ للغاية ورياح شديدة، غرقت كلتا الطاقم. نجح أكسفورد في تحقيق تقدم كبير في وقت مبكر، لكنه بدأ في أخذ الماء، وصنع للبنك بعد فترة وجيزة من اجتياز جسر هامرسميث لإفراغ القارب: على الرغم من محاولتهم إعادة التشغيل، تم التخلي عن السباق في هذه المرحلة لأن كامبريدج غرقت أيضًا أثناء المرور مستودع هارودز.
غرقت كامبريدج أيضًا في عام 1859 و1978، بينما حدث ذلك في أكسفورد عام 1925، ومرة أخرى في عام 1951؛ أعيد تجديف سباق 1951 يوم الاثنين التالي. في عام 1984، غرق قارب كامبريدج بعد اصطدامه بصندل قبل بدء السباق، والذي تمت إعادة جدولته بعد ذلك في اليوم التالي. في عام 2016، عند بارنز بريدج، بدأت نساء كامبريدج في الغرق لكنهن تعافين تدريجيًا لإكمال السباق.